# Chris Brookes
Chris Brookes (né le 24 août 1991 à Tipton, Angleterre) est un catcheur (lutteur professionnel) anglais travaillant à la Dramatic Dream Team.

## Carrière

### Progress Wrestling (2017-...)
Lors de PROGRESS x APC, un événement organisé en collaboration entre la PROGRESS Wrestling et la promotion française APC, il perd contre Tristan Archer dans un Three Way Match qui comprenaient également Aigle Blanc et ne remporte pas le APC Championship.

### Revolution Pro Wrestling (2017-...)
Lors de Live At The Cockpit 19, ils conservent les titres contre War Machine (Hanson et Raymond Rowe).
Lors de Global Wars 2017 - Tag 1, ils battent Chaos (Rocky Romero et Yoshi-Hashi).
Lors de Epic Encounter 2018, lui et Travis Banks perdent contre Suzuki-gun (Minoru Suzuki et Zack Sabre, Jr.) et ne remportent pas les RPW Undisputed British Tag Team Championship.
Lors de Uprising 2018, il perd contre Taichi. Lors de New Year's Resolution, il perd contre Will Ospreay et ne remporte pas le NEVER Openweight Championship.

### Dramatic Dream Team (2019-...)
Lors de Summer Vacation 2019, il perd contre Konosuke Takeshita et ne remporte pas le KO-D Openweight Championship.
Lors de Into The Fight 2020, il bat Konosuke Takeshita et devient le 1er Champion Universel De La DDT. Lors de Judgement 2020, il perd le titre contre Daisuke Sasaki. Le 27 juin, il bat Daisuke Sasaki et remporte le Championnat Universel De La DDT pour la deuxième fois,.
Lors de Day Dream Believer 2021, il bat Shunma Katsumata dans un Barbed Wire Casket Death Match et remporte le DDT Extreme Championship.
Lors de Judgement 2022 - DDT 25th Anniversary Show, lui et Masahiro Takanashi battent Disaster-Box (Harashima et Naomi Yoshimura) et remportent les KO-D Tag Team Championship. Lors de April Fool 2022, ils conservent leur titres contre Yuji Hino et Yukio Naya.
Lors de Wrestle Peter Pan 2023, il bat Yuji Hino et remporte le KO-D Openweight Championship.

## Palmarès
- ATTACK! Pro Wrestling
  - 1 fois ATTACK! 24:7 Championship
  - 5 fois ATTACK! Tag Team Championship avec Kid Lykos (4) et Kid Lykos II (1)

- Combat Zone Wrestling
  - 1 fois CZW World Tag Team Championship avec Kid Lykos

- Dramatic Dream Team
  - 1 fois KO-D Openweight Championship (actuel)
  - 2 fois DDT Universal Championship
  - 2 fois Ironman Heavymetalweight Championship
  - 1 fois DDT Extreme Division Championship
  - 1 fois KO-D Tag Team Championship avec Masahiro Takanashi

- Fight Club: PRO
  - 1 fois FCP Championship
  - 2 fois FCP Tag Team Championship avec Kid Lykos (1) et Kyle Fletcher (1)

- Progress Wrestling
  - 3 fois Progress Tag Team Championship avec Kid Lykos

- Revolution Pro Wrestling
  - 1 fois RPW Undisputed British Tag Team Championship avec Travis Banks

- Southside Wrestling Entertainment
  - 1 fois SWE Tag Team Championship avec Kid Lykos

- Westside Xtreme Wrestling
  - 1 fois wXw Shotgun Championship